# Walpernhain
Walpernhain là một đô thị thuộc huyện Saale-Holzland, trong bang Thüringen, Đức. Đô thị Walpernhain có diện tích 4,75 km².